# Rolf Danneberg
Pour les articles homonymes, voir Danneberg.
Rolf Danneberg, né le 1er mars 1953 à Hambourg, est un ancien athlète allemand, qui pratiquait le lancer du disque. Il a remporté le titre olympique aux Jeux olympiques d'été de 1984 à Los Angeles et le bronze quatre ans plus tard aux jeux de Séoul.

## Palmarès

### Jeux olympiques
- 1984 à Los Angeles ( États-Unis)
  -  Médaille d'or au lancer du disque
- 1988 à Séoul ( Corée du Sud)
  -  Médaille de bronze au lancer du disque

### Championnats du monde d'athlétisme
- 1987 à Rome ( Italie)
  - 4e au lancer du disque

### Championnats d'Europe d'athlétisme
- 1982 à Athènes ( Grèce)
  - éliminé lors des qualifications du lancer du disque
- 1986 à Munich ( Allemagne de l'Ouest)
  - 11e au lancer du disque
- 1990 à Split ( Yougoslavie)
  - 6e au lancer du disque